# Osu! Tatakae! Ouendan
Osu! Tatakae! Ouendan (押忍！闘え！応援団?, Osu! Tatakae! Ōendan), spesso chiamato semplicemente Ouendan, è un videogioco musicale giapponese per Nintendo DS. Il giocatore controlla un trio di "cheerleader" (figure ricorrenti nel panorama sportivo studentesco giapponese) premendo ritmicamente sul touch screen per aiutare i malcapitati della situazione. Il gioco è disponibile solo in Giappone, ma è uno dei titoli più importanti in occidente. È pubblicato da Nintendo e sviluppato da iNiS, conosciuti per il gioco Gitaroo Man. Osu! Tatakae! Ouendan ha venduto circa 50 000 copie in Giappone.
Il 17 maggio 2007 è stato pubblicato in Giappone il seguito del gioco, intitolato Moero! Nekketsu Rhythm Damashii Osu! Tatakae! Ouendan 2.

## Modalità di gioco
Ogni livello di Ouendan è caratterizzato da una trama ed è accompagnato da una specifica canzone. Uno o più personaggi affrontano problemi di vario tipo, e gridano "Ouendan!" nel momento più critico; questo grido evoca la squadra di cheerleader e fa iniziare la canzone. Il giocatore dovrà usare la stilo del Nintendo DS, a tempo di musica, per colpire cerchi numerati e tracciare linee o cerchi e verrà premiato con 50, 100 o 300 punti a seconda della precisione. I beat prolungati sono rappresentati con una "traccia" che il giocatore dovrà percorrere una o più volte, senza alzare la stilo dal touch screen. Spesso inoltre, alla fine del livello, il giocatore dovrà far girare dei dischi il più veloce possibile per ottenere punti bonus. L'energia del giocatore è rappresentata da una barra, situata in cima al touch screen, che diminuisce ad ogni errore fino alla fine prematura del livello. Durante il gioco la storia viene raccontata con vignette sullo schermo superiore del Nintendo DS.
Il gioco salva automaticamente al completamento di ogni livello.
Nel gioco ci sono quattro livelli di difficoltà; inizialmente saranno disponibili solamente le modalità Easy e Normal, ma completando quest'ultima si potrà accedere alla modalità Hard, che a sua volta sbloccherà quella Very Hard. Ogni modalità utilizza una squadra diversa di cheerleader:
- Easy (気軽に応援?, Kigaru ni Ōen, lett. "Tifo spensierato") - Tanaka Hajime (nuova recluta), Saitō, Suzuki
- Normal (果敢に応援?, Kakan ni Ōen, lett. "Tifo audace") - Ippongi Ryūta (leader), Saitō, Suzuki
- Hard (激烈に応援?, Gekiretsu ni Ōen, lett. "Tifo feroce") - Dōmeki Kai (capo squadra), Saitō, Suzuki
- Very Hard (華麗に応援?, Karei ni Ōen, lett. "Tifo magnifico") - Cheer Girls: Amemiya Sayaka, Kanda Aoi, Anna Lindhurst

## Colonna sonora
La colonna sonora di Ouendan consiste in grandi successi di famosi artisti j-pop, del periodo che va dalla metà degli anni novanta agli inizi del 2000, anche se Linda Linda dei The Blue Hearts e Neraiuchi di Linda Yamamoto provengono rispettivamente dal 1987 e dal 1973. Tutte le canzoni, eccetto Melody dei 175R, sono cover. Nella tabella che segue vengono elencati gli interpreti delle cover presenti nel gioco mentre fra parentesi gli artisti originali.
1. Kyōya Asada – Loop & Loop (Asian Kung-Fu Generation)
2. Kaoru Kubota, Fumio Kobayashi, Yūko Yajima, Mari Nabatame e Akina Okabayashi – Koi no Dance Site (Morning Musume.)
3. Hiroaki Takeuchi – Guts da ze!! (Ulfuls)
4. 175R – Melody
5. Daisaku Shimada of Bevenuts – Linda Linda (The Blue Hearts)
6. Bugashman, Cantaman, Moss, Mouse-P e Sausen – Kokoro Odoru (Nobodyknows+)
7. Tetsushi Kimura – Atsuki kodō no hate (B'z)
8. Hiroaki Takeuchi – Thrill (Tomoyasu Hotei)
9. NoB – Taisetsu na mono (Road of Major)
10. Kaoru Kubota – Neraiuchi (Linda Yamamoto)
11. Kei Imai of South 2 Camp – One Night Carnival (Kishidan)
12. Ayako Kawajima – Look Back Again (Hitomi Yaida)
13. Mitsuru Yanagisako – Taiyō ga moeteiru (The Yellow Monkey)
14. Bugashman, Cantaman, Moss, Mouse-P, Sausen, mimi e Akasanajar – Shanghai Honey (Orange Range)
15. Tetsushi Kimura – Ready Steady Go (L'Arc~en~Ciel)

## Elite Beat Agents
Nel novembre 2006 Nintendo ha pubblicato negli Stati Uniti d'America una versione occidentale del gioco, chiamata Elite Beat Agents, che utilizza lo stesso motore di gioco e lo stesso stile grafico di Ouendan, ma differenti situazioni, personaggi e canzoni. In Europa è uscito il 13 luglio 2007.